# Râul Orhon
Orhon (Орхон) este un râu cu o lungime de 1 124 km afluent al lui Selenga siruat în Mongolia Asia de Est.

## Cursul
Râul are izvorul la est de munții Hangai face o curbură mare spre nord și înainte de granița cu Rusia se varsă în Selenga care se va vărsa în lacul Baikal. Orhon de la izvor la vărsare traversează provinciile mongole  (Aimagurile Mongoliei):  Öwörchangai-Aimag, Archangai-Aimag, Bulgan-Aimag, Selenge-Aimag și Darchan-Uul-Aimag. Intre lunile noiembrie și mai râul este complet înghețat. Pe traseul lui Orhon se află ruinele orașului Karakorum fosta capitală a Imperiului Mongol.

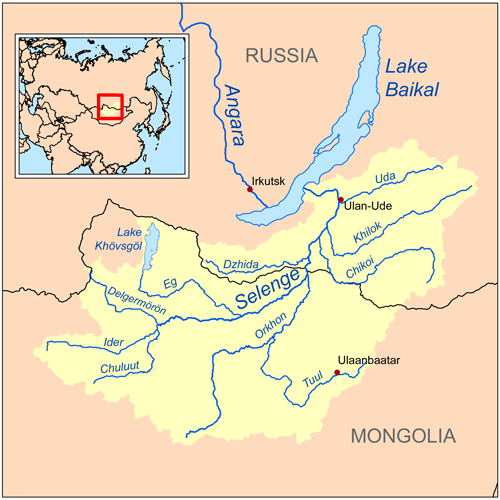

## Localități
- Charchorin (Karakorum)
- Bulgan
- Erdenet (situat la 40 km)
- Darchan (situat la 40 km)
- Süchbaatar